# Santos Quispe Murga
Santos Tomás Quispe Murga (Trujillo, 14 de julio de 1955) es un político peruano. Fue consejero regional de Lima entre 2003-2006 y alcalde del distrito de Pachangara entre 1999-2002.
Nació en Laredo, provincia de Trujillo, Perú, el 14 de julio de 1955. En 1984 se graduó de ingeniero agrónomo en la Universidad Nacional de Cajamarca. Su primera participación política se dio en las elecciones municipales de 1983 cuando fue candidato a una regiduría en el distrito de Santa Cruz de Chuca de la provincia de Santiago de Chuco en el departamento de La Libertad por el Partido Aprista Peruano sin obtener la representación. En las elecciones municipales de 1995 fue candidato a la alcaldía del distrito de Pachangara, siendo elegido para ese cargo en las elecciones municipales de 1998. Participó en las elecciones regionales del 2002 como candidato a consejero regional por la Alianza Electoral Unidad Nacional obteniendo la elección y siendo reelegido para ese cargo en las elecciones regionales del 2006. Participó en las elecciones regionales del 2018 como candidato a gobernador regional de Lima sin éxito.